# Aeropuerto de Salamá
El Aeropuerto de Salamá (IATA: SMA) es un pequeño aeropuerto en el municipio de Salamá en el Departamento de Baja Verapaz, Guatemala. Es operado y administrado por la Dirección General de Aeronáutica Civil de Guatemala.
Tiene una pista de asfalto de 867 metros de longitud.

## Destinos nacionales
Cobán Air - Aeropuerto de Cobán